# Liste der Kulturgüter in Düdingen
Die Liste der Kulturgüter in Düdingen enthält alle Objekte in der Gemeinde Düdingen im Kanton Freiburg, die gemäss der Haager Konvention zum Schutz von Kulturgut bei bewaffneten Konflikten, dem Bundesgesetz vom 20. Juni 2014 über den Schutz der Kulturgüter bei bewaffneten Konflikten sowie der Verordnung vom 29. Oktober 2014 über den Schutz der Kulturgüter bei bewaffneten Konflikten unter Schutz stehen.
Objekte der Kategorien A und B sind vollständig in der Liste enthalten, Objekte der Kategorie C fehlen zurzeit (Stand: 1. Januar 2023).

## Kulturgüter
| Foto |                                                                                        | Objekt | Kat. | Typ | Standort                        | Beschreibung |
| ---- | -------------------------------------------------------------------------------------- | --- | ---- | --- | ------------------------------- | --- |
| ja   | Datei hochladen · Wikidata zu Magdalena-Einsiedelei (Q29479036)                        | Magdalena-Einsiedelei KGS-Nr.: 02015                                                                         | A    | G   | Räsch 578244 / 186916           | |
| ja   | Datei hochladen · Wikidata zu Bauernhaus (Q29479035)                                   | Bauernhaus der Brüder Hans, Jakob und Benz Jungo KGS-Nr.: 02016                                              | A    | G   | Galmis 6 582879 / 189785        | |
| ja   | Datei hochladen · Wikidata zu Landsitz de Boccard (Q29479040)                          | Landsitz de Boccard KGS-Nr.: 02018                                                                           | A    | G   | Jetschwil 15 581843 / 187206    | In seiner heutigen Form 1765 errichteter Landsitz der Patrizierfamilie de Boccard. Es handelt es sich um ein zweigeschossiges, barockes Schloss unter einem mächtigen Mansarddach mit einem L-förmigen Grundriss. Die Anlage umfasst Nebengebäude und liegt in einem ummauerten Park. |
| ja   | Datei hochladen · Wikidata zu Wallfahrtskapelle Muttergottes (Q29479052)               | Wallfahrtskapelle Unsere Liebe Frau von der Immerwährenden Hilfe KGS-Nr.: 02020                              | A    | G   | Mariahilf 7 582143 / 186479     | |
| ja   | Datei hochladen · Wikidata zu Wallfahrtskapelle (Q29479051)                            | Wallfahrtskapelle St. Wolfgang KGS-Nr.: 02022                                                                | A    | G   | St. Wolfgang 25 580748 / 186553 | |
| ja   | Datei hochladen · Wikidata zu Landsitz von Montenach (Q29479049)                       | Landsitz von Montenach KGS-Nr.: 10149                                                                        | A    | G   | Balliswil 5, 5a 579826 / 186406 | |
| ja   | Datei hochladen · Wikidata zu Grandfey-Viadukt - Teil Düdingen (Q29479039)             | Grandfey-Viadukt KGS-Nr.: 10505                                                                              | A    | G   | 579335 / 186175                 | Objekt liegt hälftig auf dem Gemeindegebiet von Granges-Paccot (KGS-Nr. 09076) |
| BW   | Datei hochladen · Wikidata zu Neolitische Höhensiedlung Schiffenen-Graben (Q123753721) | Schiffenen-Graben, neolitische Höhensiedlung / Schiffenen-Graben, site de hauteur néolithique KGS-Nr.: 16340 | A    | F   | 580930 / 191630                 | |
| ja   | Datei hochladen · Wikidata zu Pfarrkirche St. Peter und Paul (Q29689411)               | Pfarrkirche St. Peter und Paul KGS-Nr.: 02019                                                                | B    | G   | Hauptstrasse 1 581084 / 188353  | |
| BW   | Datei hochladen · Wikidata zu Bauernhaus Käser (Q29689304)                             | Bauernhaus Käser KGS-Nr.: 13053                                                                              | B    | G   | Galmis 13 582963 / 189855       | |
| BW   | Datei hochladen · Wikidata zu Bauernhaus von Peter Winckler (Q29689319)                | Bauernhaus von Peter Winckler KGS-Nr.: 13054                                                                 | B    | G   | Ottisberg 18 579672 / 189042    | |
| BW   | Datei hochladen · Wikidata zu Bauernhaus (Q29689288)                                   | Bauernhaus KGS-Nr.: 13055                                                                                    | B    | G   | Schlattli 1 581805 / 191352     | |
| BW   | Datei hochladen · Wikidata zu Kapelle St. Josef (Q29689334)                            | Kapelle St. Josef KGS-Nr.: 13056                                                                             | B    | G   | Bruch 11 580694 / 185213        | |
| BW   | Datei hochladen · Wikidata zu Kapelle St. Katharina (Q29689347)                        | Kapelle St. Katharina KGS-Nr.: 13057                                                                         | B    | G   | Bundtels 17 582602 / 190742     | |
| BW   | Datei hochladen · Wikidata zu Kapelle St. Lorenz (Q29689361)                           | Kapelle St. Lorenz KGS-Nr.: 13058                                                                            | B    | G   | Schiffenen 1 581213 / 191142    | |
| BW   | Datei hochladen · Wikidata zu Kapelle St. Wendelin (Q29689377)                         | Kapelle St. Wendelin KGS-Nr.: 13059                                                                          | B    | G   | Ottisberg 4a 579784 / 189114    | |
| ja   | Datei hochladen · Wikidata zu Kapelle St. Jakobus, dann Heiligkreuz (Q29689393)        | Kapelle St. Jakobus, dann Heiligkreuz KGS-Nr.: 13060                                                         | B    | G   | Uebewil 103 580060 / 184767     | |